# Acacia patagiata
Acacia patagiata är en ärtväxtart som beskrevs av Richard Sumner Cowan och Bruce R. Maslin. Acacia patagiata ingår i släktet akacior, och familjen ärtväxter. Inga underarter finns listade i Catalogue of Life.